# マリウポリの病院への爆撃
マリウポリの病院への爆撃（マリウポリのびょういんへのばくげき）は、ロシアのウクライナ侵攻中の2022年3月9日にロシア空軍がウクライナのマリウポリの小児科・産科病院に対して行った爆撃。
爆撃により、少なくとも4人が亡くなり、16人が負傷し、1人が死産となった。ウクライナのウォロディミル・ゼレンスキー大統領、ジョセップ・ボレル欧州連合外務・安全保障政策上級代表、イギリスの国防大臣ジェームズ・ヒーピーは、この爆撃を戦争犯罪と表現した。3月10日、ロシア外務省と国防省は、3月7日に国連代表ワシーリー・ネベンジャが述べたように、マリウポリの病院にウクライナ軍が存在したと想定した上での正当な行為であると主張したが、USAトゥデイはロシアの主張を虚偽だとして否定していると報じた。

## 背景
2022年ロシアのウクライナ侵攻において、ロシア軍と親ロシア派がマリウポリを包囲していたが、ロシアとウクライナが3月9日にマリウポリと周辺の4つの町の市民の避難に同意した。

## 爆撃
マリウポリの小児科・産科病院の第3産科病院はロシア軍によって停戦中にもかかわらず数回爆撃を受けた。
ウクライナの報道局では、病院の被害について「甚大だ」と報道した。爆撃後の映像では建物が外装部が破壊されている状況と屋外で燃焼する自動車が放映された。病棟の壁面は崩壊し、瓦礫が医療器具が破壊され、窓が吹き飛ばされて散らばり残骸と化した。
ウクライナ大統領のゼレンスキーは病院にいた人々は爆撃から避難したので、最小限に被害を抑えることができたと述べた。

## 犠牲者
3月9日、ドネツィク州知事は、出産中の女性を含む17人が負傷したと発表した。 神経科医Oleksandra Shcherbetは「女性、新生児、医療スタッフが亡くなった」としている。3月10日、地元当局は、少女1人を含む2人が死亡したと発表した。
爆撃時に撮影された一人の妊婦は、別の病院に移され、死産した後に亡くなった。彼女は骨盤の粉砕骨折や股関節の脱臼などの多数の傷を負い、それが死産につながったとされる。
インスタグラマーであった妊婦のMarianna Vyshegirskaya（旧姓Podgurskaya）は、爆撃の次の日に出産した。Vyshegirskayaは、4月頭初頭にインタビュー映像を録画し、その中で病院は空爆ではなく砲撃されたと述べたが、AP通信は証拠と矛盾すると指摘した。

## 戦争犯罪の主張
ジョセップ・ボレル欧州連合外務・安全保障政策上級代表は、この爆撃を戦争犯罪と表現した。イギリスの国防大臣ジェームズ・ヒーピーは、病院への攻撃は市街地における無差別攻撃か意図的な攻撃かにかかわらず戦争犯罪であると述べた。ウクライナ首脳も同様の意見を発している。

## 国際社会の反応

### ウクライナ
マリウポリ副市長のセルゲイ・オルロフは「どうしたら現代において小児科病院を爆撃できるのか理解できない」と述べ、爆撃を戦争犯罪かつジェノサイドであるとした。マリウポリ市議会は、ロシアによる意図的な攻撃であるとし、ゼレンスキーはウクライナで行われたジェノサイドの証拠であると主張した。

### ロシア
3月10日、ロシア外務省およびロシア国防省は、爆撃の正当性を公然と主張した。ニュースサイトUkrainska Pravdaは、セルゲイ・ラブロフ外務大臣が病院への攻撃は意図的なものであったと認めたと報じた。ラブロフは、「数日前、国連安全保障理事会の会合において、国連ロシア大使がこの産科医院は長期にわたりアゾフ大隊その他の過激派集団に徴発され、全ての勤労女性、全ての看護師およびほとんどのスタッフは病院を去るよう命じられていた、という事実に関する情報を提供した」と述べ、本病院は極右集団たるアゾフ大隊の根拠地として利用されていたと主張した。国防省報道官イゴール・コナシェンコフは、「マリウポリ地域において、ロシアの軍用機により遂行された地上目標への攻撃は絶対に存在しない」と述べ、「空爆が行われたとの主張」は「西側諸国における反ロシア感情を維持するための完全なる捏造された煽動である」とした。それ以前においては、ロシア軍は、アゾフ大隊およびアイダール大隊がマリウポリの「学校、病院および幼稚園」から「砲撃を行っている」と主張していた。
2022年3月10日、Twitterは、駐英ロシア大使館のツイートをツイッターのルールに違反するとして削除した。当該ツイートにおいては、同大使館は、マリウポリの病院への爆撃は「フェイク」であり、被害者のひとりであるMarianna Vyshegirskayaはそのブロガーとしての経歴からみて「女優」であると主張していた。イギリス政界は削除を歓迎し、同大使館が偽情報を流布したとして非難した。
ニュースサイトMeduzaは、国連ロシア大使ワシーリー・ネベンジャが3月7日に言及したのは「第1産科病院」（北緯47度08分20秒 東経37度36分12秒 / 北緯47.13892度 東経37.60337度）であり、「第3産科病院」ではないと述べた。Meduzaは、ラブロフが、ネベンジャが言及した「第1」病院と、実際に爆撃を受けた「第3」病院を混同しているとした。
2022年3月22日、ロシアのジャーナリストアレクサンダー・ネフゾロフは、ロシアがマリウポリの産科病院を攻撃したと報じたことがロシアの「偽情報処罰法」に違反にあたるとして起訴された。3月4日に成立した新法により最大15年間投獄される可能性がある。

### 世界
イギリス首相のボリス・ジョンソンはこの爆撃について「非道徳的だ」と述べた。
アメリカのバイデン政権のジェン・サキ報道官は、「主権国家の罪のない市民に対して軍事力が野蛮に行使されることは恐ろしいことである」と述べた。
欧州連合外務・安全保障政策上級代表のジョセップ・ボレルは、この爆撃は「凶悪な戦争犯罪」であると述べた。
バチカン市国国務長官 (バチカン市国)ピエトロ・パロリンは、この爆撃に対する落胆を示し、「市民に対する許されざる攻撃」であるとした。
国連事務総長アントニオ・グテーレスは、この攻撃を「ひどいもの」であるとし、「この無意味な暴力を止めなければならない」と書いた。
ギリシャ共和国首相のキリアコス・ミツォタキスは、3月18日、「ウクライナにおいて少数民族であるギリシャ人の中心地であり、ギリシャ人の心のよりどころであり、かつ戦争の蛮行の象徴であるマリウポリにおいて、この産科医院を再建する準備はできている」とツイートした。
この爆撃に対して、世界中のメディアから広く非難が寄せられた。イギリスのタブロイド紙デイリー・ミラーおよびオンライン新聞インデペンデントは「蛮行」であるとし、デイリー・エクスプレスおよびデイリー・メールは「下劣である」、ガーディアン、フィナンシャル・タイムズおよびエル・パイスは「凶悪である」と述べ、イタリアの新聞イル・ジョルナーレ（il Giornale）は、プーチンを「戦争犯罪人」であると述べ、ラ・レプッブリカは「罪なき者の死」を非難した。

## 欧州安全保障協力機構のレポート
2022年4月13日、欧州安全保障協力機構がマリウポリの爆撃に関するレポートを発表し、産科病院がはっきりと識別可能で機能しており、ゆえにロシアの戦争犯罪であるとした。
（前略）それゆえ、我々は本件病院はロシアの攻撃により破壊されたと結論づけるものである。ロシアの説明に基づけば、本件攻撃は意図的なものであったというほかない。有効な警告は与えられておらず、タイムリミットも設定されなかった。それゆえ、本件攻撃が国際人道法に違反するものであり、その責任者が戦争犯罪を犯したものであることは明白である。

### レポート
- Wolfgang Benedek, Veronika Bílková, Marco Sassòli (2022年4月13日). “Report on Violations of international Humanitarian and Human Rights Law, War Crimes and Crimes against Humanity Committed in Ukraine since 24 February 2022”. OSCE. 2022年6月25日閲覧。